# Астрит Сељмани
Астрит Сељмани (алб. Astrit Selmani; Малме, 13. мај 1997) шведски је фудбалер. Игра на позицији нападача, а тренутно наступа за Динамо Букурешт и репрезентацију Републике Косово.

## Биографија
Рођен је 13. маја 1997. у Малмеу. Родитељи су му Албанци из Косовске Митровице. С обзиром да поседује папире три државе, може играти за репрезентације Албаније, Републику Косово и Шведску. У марту 2021. Фудбалски савез Републике Косово је објавио вест да је Сељмани одлучио да игра за њихову репрезентацију.